# Municipio de Washington (condado de Shelby, Ohio)
El municipio de Washington (en inglés: Washington Township) es un municipio ubicado en el condado de Shelby en el estado estadounidense de Ohio. En el año 2010 tenía una población de 2010 habitantes y una densidad poblacional de 30,9 personas por km².

## Geografía
El municipio de Washington se encuentra ubicado en las coordenadas 40°14′54″N 84°15′29″O / 40.24833, -84.25806. Según la Oficina del Censo de los Estados Unidos, el municipio tiene una superficie total de 65.04 km², de la cual 63.88 km² corresponden a tierra firme y (1.78%) 1.16 km² es agua.

## Demografía
Según el censo de 2010, había 2010 personas residiendo en el municipio de Washington. La densidad de población era de 30,9 hab./km². De los 2010 habitantes, el municipio de Washington estaba compuesto por el 97.31% blancos, el 0.9% eran afroamericanos, el 0.3% eran amerindios, el 0.15% eran asiáticos, el 0.05% eran isleños del Pacífico, el 0.05% eran de otras razas y el 1.24% pertenecían a dos o más razas. Del total de la población el 0.7% eran hispanos o latinos de cualquier raza.